# Aleksandra Pasynkowa
Aleksandra Arkadiewna Pasynkowa (ros. Александра Аркадьевна Пасынкова) (ur. 14 kwietnia 1987 roku w Jekaterynburgu) – rosyjska siatkarka, reprezentantka Rosji, występująca na pozycji przyjmującej. Od sezonu 2018/2019 występuje w drużynie Dinamo Kazań.

## Sukcesy klubowe
Mistrzostwo Rosji:
- 2003, 2004, 2005
- 2008, 2009, 2012, 2016

Puchar CEV:
- 2015, 2016
- 2009, 2014

Puchar Rosji:
- 2014, 2015

Klubowe Mistrzostwa Świata:
- 2015

## Sukcesy reprezentacyjne
Mistrzostwa Europy:
- 2013, 2015
- 2007

Grand Prix:
- 2009, 2015
- 2014

Volley Masters Montreux:
- 2013

Letnia Uniwersjada:
- 2013

## Nagrody indywidualne
- 2016 - Najlepsza przyjmująca Pucharu CEV